# سن-ژدئون، کبک
سن-ژدئون  (به فرانسوی: Saint-Gédéon) شهری در منطقه شهری لاک-سن-ژان-است ناحیه سگونه-لاک-سن-ژان در استان کبک کانادا است. در سرشماری سال ۲۰۱۱ این شهر ۲٬۰۱۱ نفر جمعیت داشته‌است و مساحت آن ۶۴٫۱۷ کیلومتر مربع است.